# ایکینجی شیخ‌لی
ایکینجی شیخ‌لی (به لاتین: İkinci Şıxlı) یک منطقه مسکونی در جمهوری آذربایجان است که در شهرستان قزاق واقع شده است. ایکینجی شیخ‌لی ۳۵۶۵ نفر جمعیت دارد.